# Nahirna, Jașkiv
Nahirna (în ucraineană Нагірна) este localitatea de reședință a comunei Nahirna din raionul Jașkiv, regiunea Cerkasî, Ucraina.

## Demografie
Componența lingvistică a localității Nahirna
     Ucraineană (98,24%)
     Rusă (1,46%)
     Alte limbi (0,29%)
Conform recensământului din 2001, majoritatea populației localității Nahirna era vorbitoare de ucraineană (98,24%), existând în minoritate și vorbitori de rusă (1,46%).